# 마히 비머
마히 비머(Mahi Beamer, 본명: Edwin Mahiai Copp Beamer, 1928년 12월 5일 ~ 2017년 7월 14일)는 하와이 조상의 테너 가수, 작곡가, 훌라 댄서이다.
음악의 전통을 자랑하는 비머 가문의 한 사람으로서 호놀룰루에서 태어났다.   그의 특징은 얼핏 들으면 여성을 생각게 하는 섬세한 파르세트와 고대 하와이를 현대에 부활시키는 듯한 전통주의에 철저하다는 점을 들 수 있다. 그 때문에 폭넓은 팬의 지지라는 점에서는 손해를 보고 있다고 하겠으나, 동시에 열광적인 팬에게는 귀중한 존재이다. 따라서 레퍼토리에도 트레디셔널한 것이 많으나, 고대시(古代詩)를 직접 어레인지한 <카하라 푸나> 등은 더할 나위 없이 훌륭한 작품이다.

## 싱글 디스코그래피 (일부)
출처:  allmusic
| - "Halehuki" - "He Makana" - "Kawohikukapulani" - "Ke Ali'i Hulu Mamo" - "Keawaiki Hula" - "Ke Ha'a la Puna" | - "Kimo Hula" (composer, along with Helen Desha Beamer) - "Kinue" - "Lei 'Ilima" - "Mahai'ula" - "Moanike' ala" - "Na Hala O Naue" | - "Nohili" (also composer) - "Paniau" - "Pua Mae'ole" - "Pua Malihini" - "Pu'uwa'awa'a (Pihanakalani)" |